# Gottfriedsberg
Gottfriedsberg ist ein Ortsteil der Stadt Schleusingen im Landkreis Hildburghausen in Thüringen.

## Lage
Der Ort liegt auf 514 m ü. NN und ist der höchstgelegene und auch südlichste Ortsteil von Schleusingen.
Das Dorf befindet sich südlich der Stadt Schleusingen an der Nordabdachung des Hildburghäuser Waldes westlich der Talsperre Ratscher und der Bundesautobahn 73.

## Geschichte
110 Einwohner lebten 2013 im Ortsteil. Gottfriedsberg wurde 1131 erstmals urkundlich erwähnt. Die Entwicklung des Ortes wurde durch seine günstige Lage an mehreren Handelswegen befördert.
Bis 1815 gehörte der Ort zum hennebergischen bzw. kursächsischen Amt Schleusingen und gelangte dann an den Kreis Schleusingen der neugebildeten preußischen Provinz Sachsen, bei dem er bis 1945 verblieb. Insgesamt ist der Ort ist landwirtschaftlich geprägt. Das dörfliche Leben heute wird durch den 1995 gegründeten Kultur- und Sportverein Kaktus e. V. bestimmt, der auch jährlich stattfindende Dorffest organisiert. 1956 kam Gottfriedsberg zu Geisenhöhn. Am 1. April 1974 wurde die Gemeinde Ortsteil der Stadt Schleusingen.